# Bas van Fraassen
Bastiaan (Bas) Cornelis van Fraassen, né le 5 avril 1941 à Goes aux Pays-Bas, est philosophe des sciences, professeur à l'université d'État de San Francisco. Il défend une conception empiriste dite « constructive » de la science.

## Biographie
Il naît aux Pays-Bas en 1941. Sa famille émigre au Canada en 1956.
Il suit des cours à l'université de l'Alberta (Canada) et étudie la philosophie essentiellement à l'université de Pittsburgh (Pennsylvanie, États-Unis), où il obtient son doctorat de philosophie en 1966. Il y suit les cours de Wilfrid Sellars, philosophe scientifique réaliste dont Van Fraasen s'éloignera par la suite pour défendre une philosophie anti-réaliste.
Il enseigne ensuite à l'université Yale, à l'université de Toronto, à l'université du Sud de la Californie, avant de devenir, en 1982, professeur à l'université de Princeton dans le New Jersey, et ensuite professeur à université d'État de San Francisco en 2008.

## Domaine de recherche
Bas van Fraassen a commencé par concentrer ses travaux sur la philosophie de la logique, avant de se tourner vers la philosophie des sciences. Ses travaux se situent aujourd'hui essentiellement en philosophie de la physique et concernent notamment la manière dont le débat entre réalisme scientifique et empirisme a évolué avec les derniers développements de la physique quantique.

## Théories scientifiques et réalité
Se réclamant de l'empirisme constructif, van Fraassen soutient que l'acceptation d'une théorie scientifique ne nécessite aucune croyance en sa « vérité », c'est-à-dire aucune croyance en l'existence objective des entités qu'elle postule. Il suffit, pour qu'une théorie scientifique soit acceptable, qu'un de ses modèles corresponde au modèle de données (data-model) qui est élaboré par le scientifique à partir des phénomènes observés.

## Conception syntaxique et conception sémantique des théories scientifiques
Contrairement au courant empiriste dominant dans la première moitié du XXe siècle, celui de l'empirisme logique, van Fraassen s'appuie sur une conception sémantique des théories. Si l'empirisme logique insiste sur le fait qu'une théorie scientifique est avant tout un ensemble d'énoncés dont la caractéristique majeure est la cohérence interne, l'empirisme constructif insiste en revanche sur la nature de la relation entre théorie scientifique et phénomènes observés.
Cette inversion de tendance est analogue à celle qui s'est produite en logique au cours du XXe siècle. En effet, la conception syntaxique de la logique, comme étant essentiellement un « jeu » de symboles dont on doit étudier les relations indépendamment de toute considération de leur vérité ou de leur signification, était privilégiée par le formalisme logique de l'avant-guerre, par l'École de Hilbert et surtout par le Cercle de Vienne.
Ce n'est que dans les années 1960 et 1970 que l'approche modèle théorique se re-développe fortement et les notions de modèle, d'isomorphisme ou de cardinalité, qu'elle contribue à répandre, sont des notions prégnantes dans la philosophie des sciences de Bas van Fraassen.

## Les limites de l'explication
Pour van Fraassen, la tendance au réalisme scientifique s'explique en grande partie par la prépondérance de la conception des théories scientifiques comme explication des phénomènes. Cette conception est, selon van Fraassen, erronée. En effet, le caractère explicatif d'une théorie scientifique n'est jamais que secondaire, et il faut garder en tête que le critère d'acceptabilité d'une théorie scientifique est son adéquation au modèle de données issu de l'expérience.
De plus, la demande d'explication relève d'une dimension psychologique et non pas scientifique. Il y a, selon van Fraassen, une dimension irréductiblement « pragmatique » de l'explication, ce qui est une explication d'un phénomène pour X n'en est pas nécessairement une pour Y. C'est pourquoi il disqualifie l'« inférence à la meilleure explication » comme critère d'acceptabilité d'une théorie. La dimension explicative d'une théorie peut tout au plus servir à la distinguer d'un ensemble de théories « empiriquement équivalentes ».

## L'empirisme comme attitude
Van Fraassen soutient que l'empiriste, par opposition au réaliste, ne peut avoir de croyances sur l'ontologie, c'est-à-dire sur ce qui existe dans le monde. L'empiriste ne peut avoir que des « attitudes » sur la manière de se conduire dans le monde et particulièrement sur la manière dont il faut pratiquer l'investigation scientifique.
On ne peut donc parler du monde comme de l'ensemble des choses existantes ou de l'ensemble des phénomènes, étant donné que l'on ne peut ni avoir de croyances sur ce qu'il contient ni faire l'expérience de tous les phénomènes possibles. Lorsque l'on parle de monde, on fait donc référence à un « sous-ensemble » du monde, que celui-ci soit implicite ou clairement spécifié dans le discours.

## Physique quantique et empirisme
La physique quantique offre aux différentes philosophies de la physique un champ de bataille très vaste, et souvent très technique, et il n'est pas étonnant que van Fraassen ait consacré un ouvrage à l'application de ses vues empiristes à ce domaine particulier. Il soutient une position qu'il appelle « interprétation de Copenhague modifiée » et qui s'appuie donc sur l'interprétation à « tendance subjectiviste » de Niels Bohr et Werner Heisenberg tout en répondant point par point aux objections du réalisme scientifique.

## Distinctions et prix
- Membre de l'Académie américaine des arts et sciences
- Membre de l'Académie internationale de philosophie des sciences
- Lakatos Award (1986)